# Dichocrocis auritincta
Dichocrocis auritincta là một loài bướm đêm trong họ Crambidae.